# Беренгария Леонская
Беренгария Леонская (1204 — 12 апреля 1237) — третья супруга и единственная императрица-консорт Иоанна де Бриенна, императора Латинской империи.
Согласно хронике Альберика из Труа-Фонтена Беренгария была дочерью короля Леона Альфонсо IX и королевы Кастилии Беренгарии.

## Биография
В 1217 году брат Беренгарии Фердинанд III унаследовал трон Кастилии после отречения своей матери.
В 1223 году 53-летний Иоанн де Бриенн как паломник посетил Сантьяго-де-Компостела. К тому времени он был дважды вдовцом. В результате его визита в Сантьяго-де-Компостела Альфонсо IX предложил ему жениться на своей дочери от первого брака Санче и через неё унаследовать трон Леона. Однако Беренгария Кастильская, главная советница своего сына Фердинанда III, вместо этого предложила Иоанну одну из своих дочерей.
Стареющий Иоанн выбрал Беренгарию Леонскую, дочь Альфонсо от второго брака. Брак состоялся в Толедо в 1224 году.
В 1229 году 12-летний Балдуин II де Куртене унаследовал престол Латинской империи. Бароны решили обезопасить империю, назначив для Болдуина регента, который фактически стал бы соправителем. В апреле 1229 года в Перудже Иоанн был объявлен регентом. Он прибыл с семьёй в Константинополь не ранее 1231 года, где Иоанн был официально коронован.
Балдуин II стал младшим соимператором и единственным наследником престола. С 19 апреля 1229 года 12-летний Балдуин был обручён с пятилетней Марией де Бриенн, дочерью Иоанна и Беренгарии. Этот союз должен был скрепить династический союз двух соправителей с западом (в том числе Испанией) для грядущих крестовых походов.
Брак состоялся не ранее 1234 года, когда Марии было около десяти лет, а Балдуину около семнадцати.
Альберик из Труа-Фонтен пишет, что Иоанн умер 27 марта 1237 года в возрасте около 61 года. В Obituaires de Sens Tome Мобюиссонского аббатства сообщается, что Беренгария умерла 12 апреля 1237 года в возрасте около 33 лет, пережив своего мужа лишь на шестнадцать дней. Она была похоронена в красивом мраморном гробу в соборе Святого Иакова в Испании.

## Дети
Известно о четырёх детях Беренгарии и Иоанна:
- Мария де Бриенн (1225—1275), жена императора Балдуина II
- Альфонс д’Акр (ок. 1228—1270), граф д’Э
- Жан де Бриенн (ок. 1230—1296), который в 1258 году стал великим кравчим Франции
- Людовик де Бриенн (ок. 1235-1263), который женился на Агнес де Бомон и стал виконтом Бомон. Их дети вошли в родословную дома Ланкастеров